# Joseph Ludwig Buchkremer

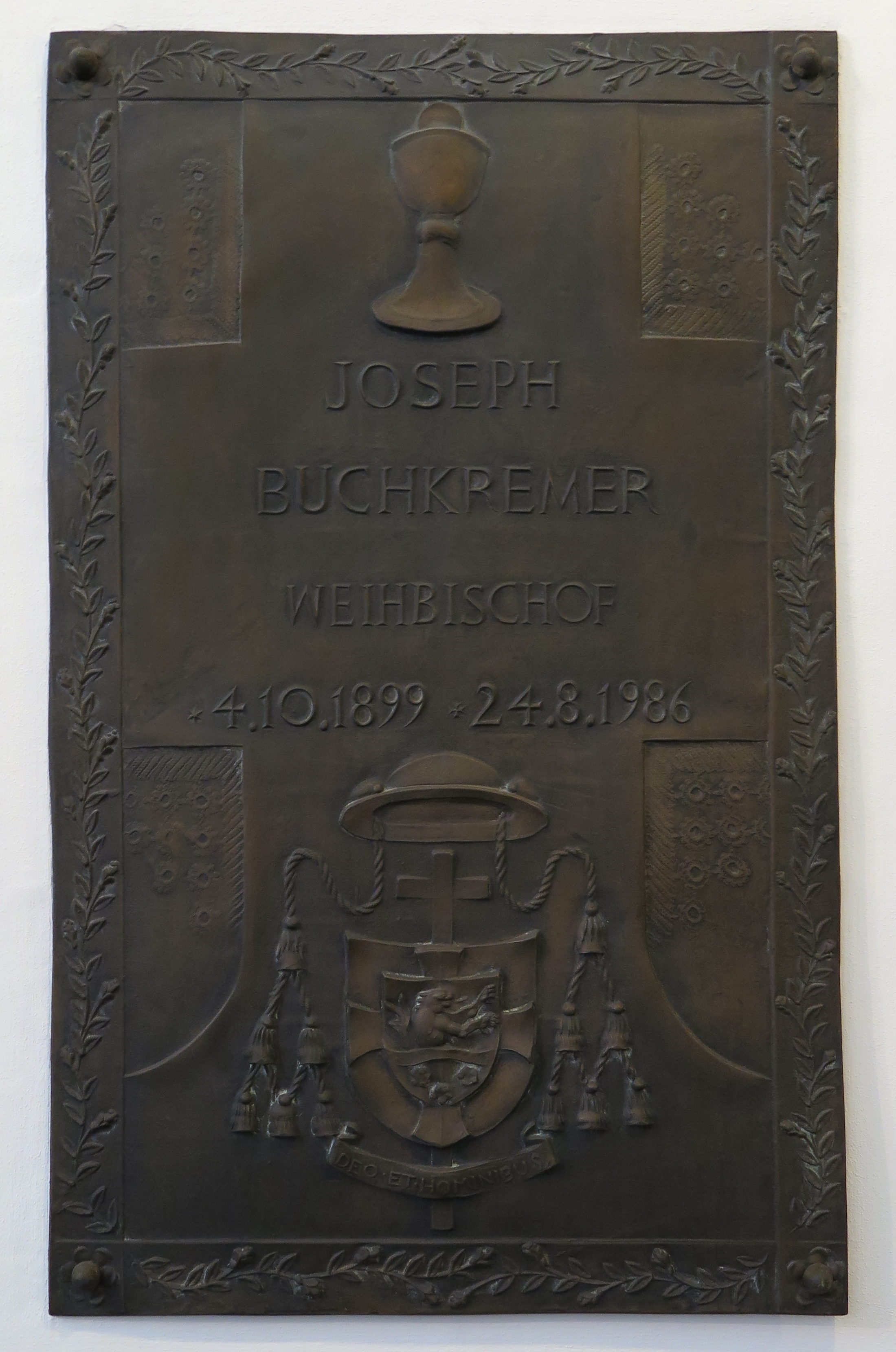
Gedenktafel an Buchkremer in der Allerheiligenkapelle des Aachener Doms

Joseph Ludwig Buchkremer (* 4. Oktober 1899 in Aachen; † 24. August 1986 ebenda) war von 1961 bis 1979 Weihbischof des Bistums Aachen.

## Leben
Joseph Buchkremer war der Sohn des Aachener Dombaumeisters Joseph Buchkremer und Bruder von Stephan Buchkremer, dem Gründer der Aachener Domwache. Er studierte Theologie in Münster, wo er 1919 bis 1921 beim KStV Cimbria im KV zu Münster aktiv war. Am 10. August 1923 in Köln zum Priester geweiht, danach an St. Adalbert in Aachen tätig, wurde er als Stadtjugendseelsorger schon 1935 von den Nationalsozialisten mit einem Unterrichtsverbot belegt. Grund war eine starke Gegnerschaft gegenüber der NS-Ideologie. So sorgte er für die Verbreitung der Enzyklika Mit brennender Sorge.
Aufgrund seiner Aktivitäten gegen das Regime wurde Joseph Buchkremer am 20. Februar 1942 verhaftet und am 20. März in das Konzentrationslager Dachau deportiert. Erst am 4. April 1945 wurde er dort entlassen. Die Amerikaner befreiten das Lager am Ende des Monats.
Am 28. Oktober 1961 ernannte ihn Papst Johannes XXIII. zum Titularbischof von Aggar und Weihbischof des Bistums Aachen. Die Bischofsweihe spendete ihm am 21. Dezember 1961 der Bischof von Aachen, Johannes Pohlschneider. Mitkonsekratoren waren Bischof Carl Maria Splett von Danzig und Weihbischof Friedrich Hünermann. Buchkremers Wahlspruch „Deo et Hominibus“ – Für Gott und für die Menschen – erinnerte auch an sein Eintreten gegen das Unrecht des NS-Staates.
Buchkremer legte seine Ämter mit Vollendung des 80. Lebensjahres am 4. Oktober 1979 nieder und verstarb am 24. August 1986.

## Ehrungen

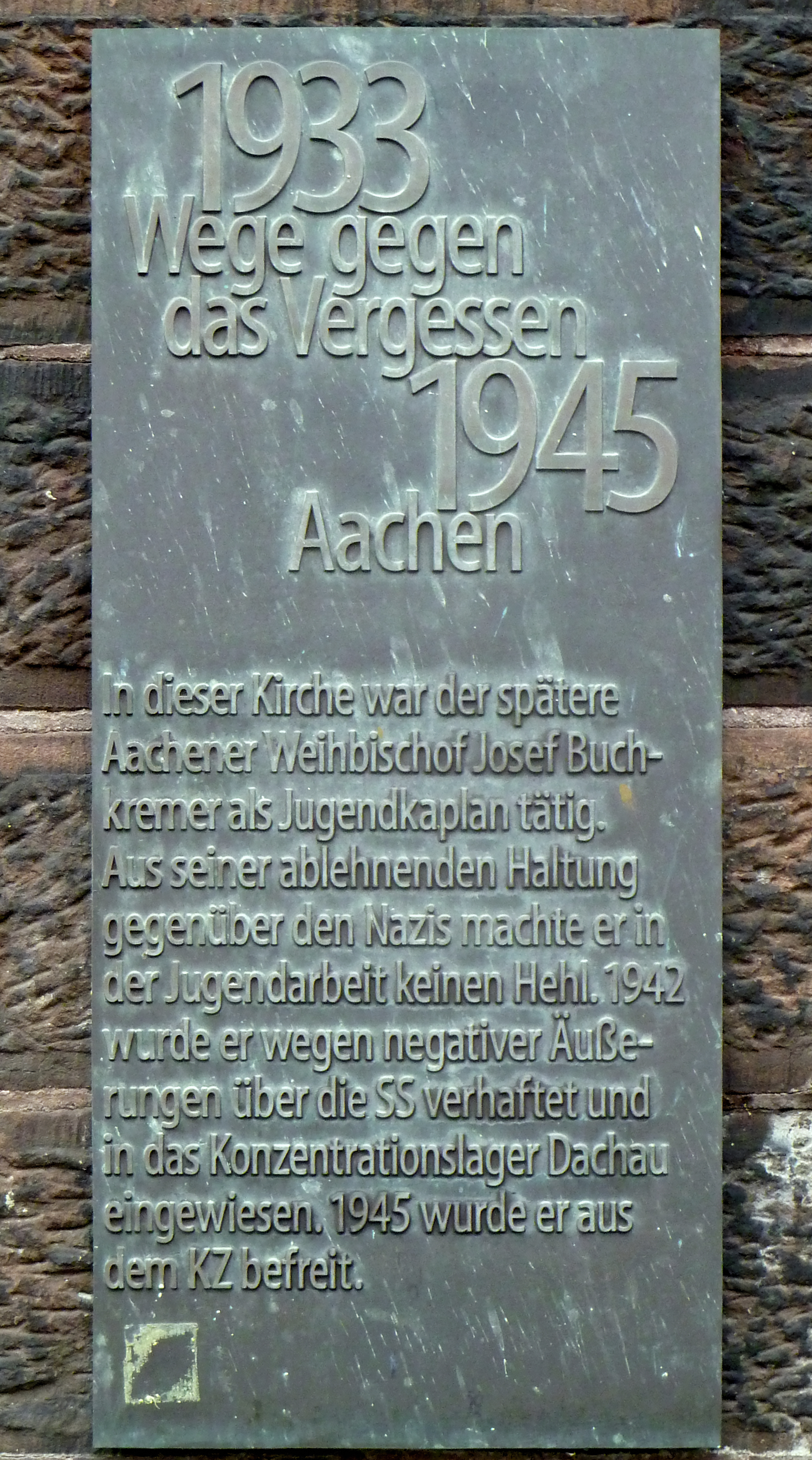
Gedenktafel für Joseph Buchkremer
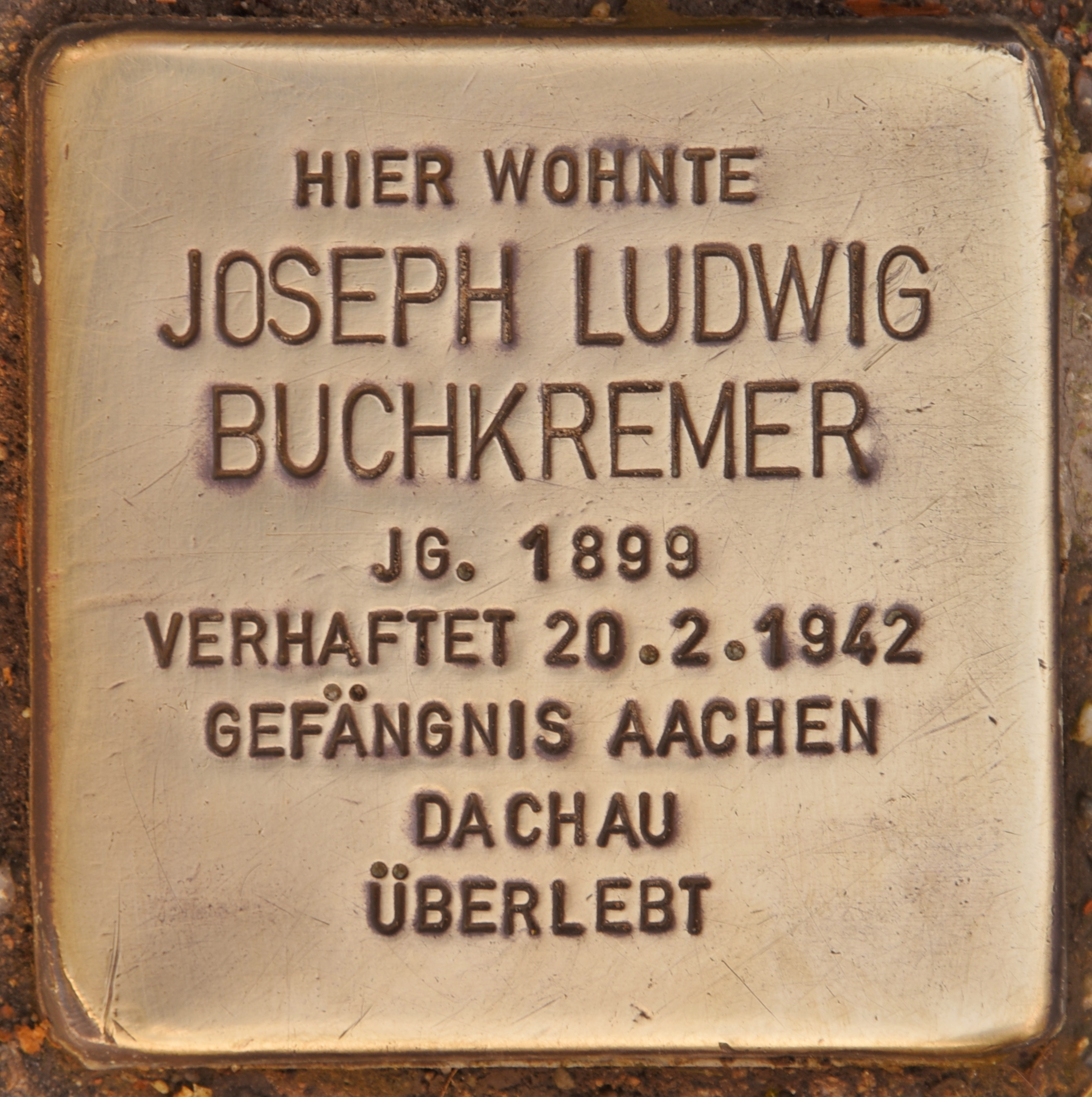
Stolperstein für Joseph Buchkremer (seit 2008)

- 1965: Großes Verdienstkreuz der Bundesrepublik Deutschland
- An Buchkremers Zeit als Kaplan im Widerstand an St. Adalbert erinnert eine Gedenktafel des Projektes Wege gegen das Vergessen, die an der Außenwand der Kirche unter der Heinrichsnische angebracht ist. Auf ihr ist eingraviert:

„In dieser Kirche war der spätere Aachener Weihbischof Josef Buchkremer als Jugendkaplan tätig. Aus seiner ablehnenden Haltung gegenüber den Nazis machte er in der Jugendarbeit keinen Hehl. 1942 wurde er wegen negativer Äußerungen über die SS verhaftet und in das Konzentrationslager Dachau eingewiesen. 1945 wurde er aus dem KZ befreit.“

- In Herzogenrath ist für ihn ein Stolperstein verlegt